# Els Quers (Marqueixanes)
Els Quers era un poble, actualment desaparegut, del terme comunal de Marqueixanes, a la comarca del Conflent, de la Catalunya del Nord.
Estava situat a la dreta de la Tet i a prop a l'oest del poble de Marqueixanes. Actualment hi roman el nom dels Quers, com a nom de partida.